# Нептун-МЭ

Нептун-МЭ установленный в Спускаемом Аппарате корабля Союз ТМА-1

Система отображения информации "Нептун-МЭ" (СОИ "Нептун-МЭ", пульт космонавтов спускаемого аппарата — ПК СА) — система для отображения и ввода информации транспортного пилотируемого корабля Союз, разработанная в СОКБ КТ НИИАО. Система разработана под руководством Тяпченко Ю. А. для ТПК «Союз ТМА» взамен СОИ «Нептун» корабля «Союз ТМ».

## Устройство
Состав системы:
- Пульт Космонавтов Спускаемого Аппарата (ПК СА) — изделие ПСА-2Э-Ф732;
- Датчик температуры воздуха — ДТВ2;
- Датчик температуры жидкости — ДТЖ1А;
- Блок звуковой сигнализации — БЗС.

Включенный Нептун-МЭ в тренажёрном исполнении для ТДК-7СТ для Союз-ТМА

Формат БФИ №44 "Причал".

Интегрированный Пульт Управления (ИнПУ) — на пульте ПК СА расположены основные средства ручного управления кораблем — пульт бортинженера (ИнПУ1) и пульт командира (ИнПУ2). По своему составу программного и информационного обеспечения пульты полностью идентичны друг другу. В качестве операционной системы в ИнПУ используется ОСРВ QNX (начиная с 700й серии кораблей Союз). Ввод информации осуществляется через Блок Ручного Ввода Информации, состоящий из цифровой клавиатуры и функциональных клавиш, а перемещение курсора (маркера) по экрану осуществляется с помощью клавиш со стрелками, также на ИнПУ расположены дополнительные функциональные клавиши. Информация в ИнПУ представлена в виде форматов отображения, с которыми взаимодействует оператор. Помимо форматов отображения, так же имеются специальные форматы формируемые аппаратурой «Символ» для отображения уставочной и иной информации из БЦВК — данные форматы используются начиная с кораблей Союз Т. При выполнении программы полёта данные форматы используются чаще чем другие. В ИнПУ предусмотрена возможность трансляции экрана на Землю (в ЦУП).

## Технические Данные ПК СА
- ПК СА работоспособен при напряжении питания 23-34В постоянного тока;
- Мощность, потребляемая ПК СА при номинальном напряжении 27В, не должна превышать 14Вт (при дежурном режиме работы) и 100Вт (при штатном режиме работы);
- Количество процессоров — 3 шт.;
- Тип процессоров — 386;
- Полетный ресурс ПК СА — 1 год;

Первый формат (Ф1) Интегрированного Пульта Управления для Союз-ТМА

- Гарантийный ресурс  ПК СА – 10 лет;
- Многоразовость использования ПК СА – 3 полёта;
- Масса ПК СА – 46кг.

## Обмен с системами корабля
Информационный обмен с бортовыми системами корабля осуществляется через RS232 (с системой СПС) и MIL-1553b (с вычислителем КС-020М).
На кораблях 200-й серии (Союз ТМ, ТМА) обмен с БЦВК («Аргон-16») осуществлялся посредством чтения/записи 16-разрядной ячейки памяти в БЦВК через Блок Ручного Ввода Информации. Оператор вводил в БРВИ номер режима, адрес ячейки памяти и значение этой ячейки.
В октябре 2010 года с космодрома Байконур был запущен пилотируемый корабль новой серии «Союз ТМА 01-М» — первый отечественный корабль, ставший цифровым: управление им осуществляет цифровой бортовой компьютер ЦВМ-101, разработанный в Зеленограде в НИИ «Субмикрон», заменившим БЦВК «Аргон-16».
Это первый корабль из программы «Союзов» 700-й серии, в котором аналоговые вычислительные элементы в основном заменены на цифровые. И обмен информацией осуществлялся, как и с вычислителем КС-020М, через последовательный мультиплексный канал обмена ГОСТ 26765.52-87 (ГОСТ Р 52070-2003, MIL-STD-1553)